# Выборы временного главы государства в Италии (1946)

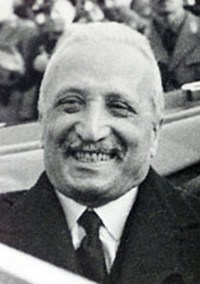
Энрико де Никола

Выборы временного главы государства в Италии в 1946 году проходили путём голосования членов Конституционной ассамблеи Италии.
После общенационального референдума 2 июня 1946 года, на котором большинство проголосовало за ликвидацию в Италии монархии и установление республиканской формы правления, король Умберто II 13 июня отрёкся от престола и функции главы государства временно исполнял премьер-министр Альчиде де Гаспери.
Для избрания временного (до принятия Конституции) главы государства была избрана Конституционная ассамблея в составе 556 депутатов, которая 28 июня 1946 года провела голосование. Для избрания кандидату требовалось набрать не менее трёх пятых голосов членов Конституционной ассамблеи, то есть 334 голоса.
Энрико де Никола получил 396 голосов и, таким образом, стал временным главой государства.

## Результаты голосования
| Кандидат                       | Число поданных голосов |
| ------------------------------ | ---------------------- |
| Энрико де Никола               | 396                    |
| Чиприано Факкинетти            | 40                     |
| Оттавия Пенна Бушеми           | 32                     |
| Витторио Эмануэле Орландо      | 12                     |
| Карло Сфорца                   | 2                      |
| Альчиде де Гаспери             | 1                      |
| Альфредо Пройа                 | 1                      |
| Пустые избирательные бюллетени | 14                     |
| Недействительные бюллетени     | 6                      |
| Всего проголосовало            | 504                    |
| Воздержались                   | 52                     |
| Всего голосов                  | 556                    |

Итог: Временным главой государства избран Энрико де Никола.